# Monte Appiolo
Il monte Appiolo (901 m) è situato nel comune di Lenola in provincia di Latina nel Lazio e fa parte del Parco naturale dei Monti Aurunci.
Sul Monte Appiolo è situato un rifugio usufruibile dai turisti.